# سیارک ۵۲۴۰
سیارک ۵۲۴۰ (به انگلیسی: 5240 Kwasan، نامگذاری:1990XE) پنج هزار و دویست و چهلمین سیارک کشف شده‌است که در ۷ دسامبر ۱۹۹۰ کشف شد.
قدر مطلق سیارک برابر ۱۲٫۴۰ است.